# Lijst van opera's en Singspiele van Mozart

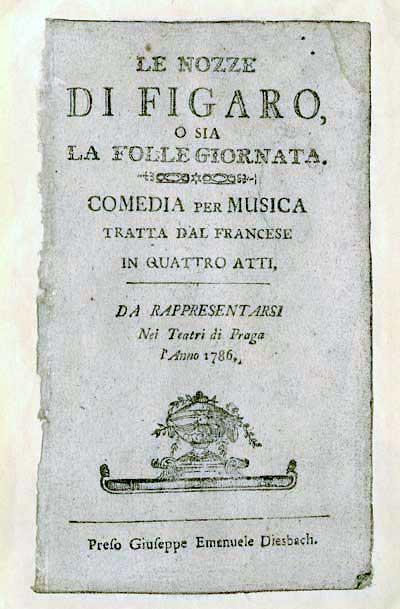
libretto van Le Nozze di Figaro

Deze lijst bevat de opera's en Singspiele van Mozart met de indeling volgens Köchel.
Wolfgang Amadeus Mozarts opera's omvatten 22 muziekdramatische werken in een verscheidenheid aan genres, variërend van kleinschalige jeugdwerken tot de evenwichtige, tot volle wasdom gekomen opera's uit zijn volwassen jaren. Drie werken zijn onvoltooid gebleven (L'Oca del Cairo, Lo sposo deluso en Zaide); uitvoering van de bestaande delen hiervan vond pas plaats na het overlijden van de componist.
Mozarts latere werken behoren tegenwoordig tot het standaard operarepertoire van alle hedendaagse westerse operahuizen: de drie Da Ponte opera's (Cosi fan tutte, Don Giovanni en Le Nozze di Figaro), en Die Zauberflöte, behoren tot het standaardrepertoire, maar ook Die Entführung aus dem Serail, Idomeneo en La Clemenza di Tito krijgen met grote regelmaat uitvoeringen.
De interesse voor de zogenaamde 'authentieke uitvoeringspraktijk', die gepaard ging en gaat met belangstelling voor ook de minder bekende werken van bekende componisten, hielp mee aan de bekendheid van alle opera's van Mozart. Ook het Mozartherdenkingsjaar 1991 (200 na het overlijden van de componist) droeg bij tot het uitbrengen van minder bekende opera's van Mozart. Het Salzburg Festival bracht in 2006 alle opera's in scenische uitvoering, die bovendien alle werden uitgebracht op dvd.
In zijn vroege werken – en dan gaat het om werken van een nog niet 15-jarige - volgt Mozart zowel de traditionele vormen van de Italiaanse opera seria en opera buffa als die van het Duitse Singspiel. In zijn latere werken vond een vermenging plaats van vormen, zoals in Don Giovanni waarin de rol van Donna Anna een seria-karakter heeft, die van Leporello en Zerlina in de buffa-sfeer zitten en er voor het karakter van Donna Elvira een menging van seria en buffa is.
Mozart schreef opera in een persoonlijke stijl, wortelend in de traditie, maar tegelijkertijd zich bevrijdend ervan.

## Datering

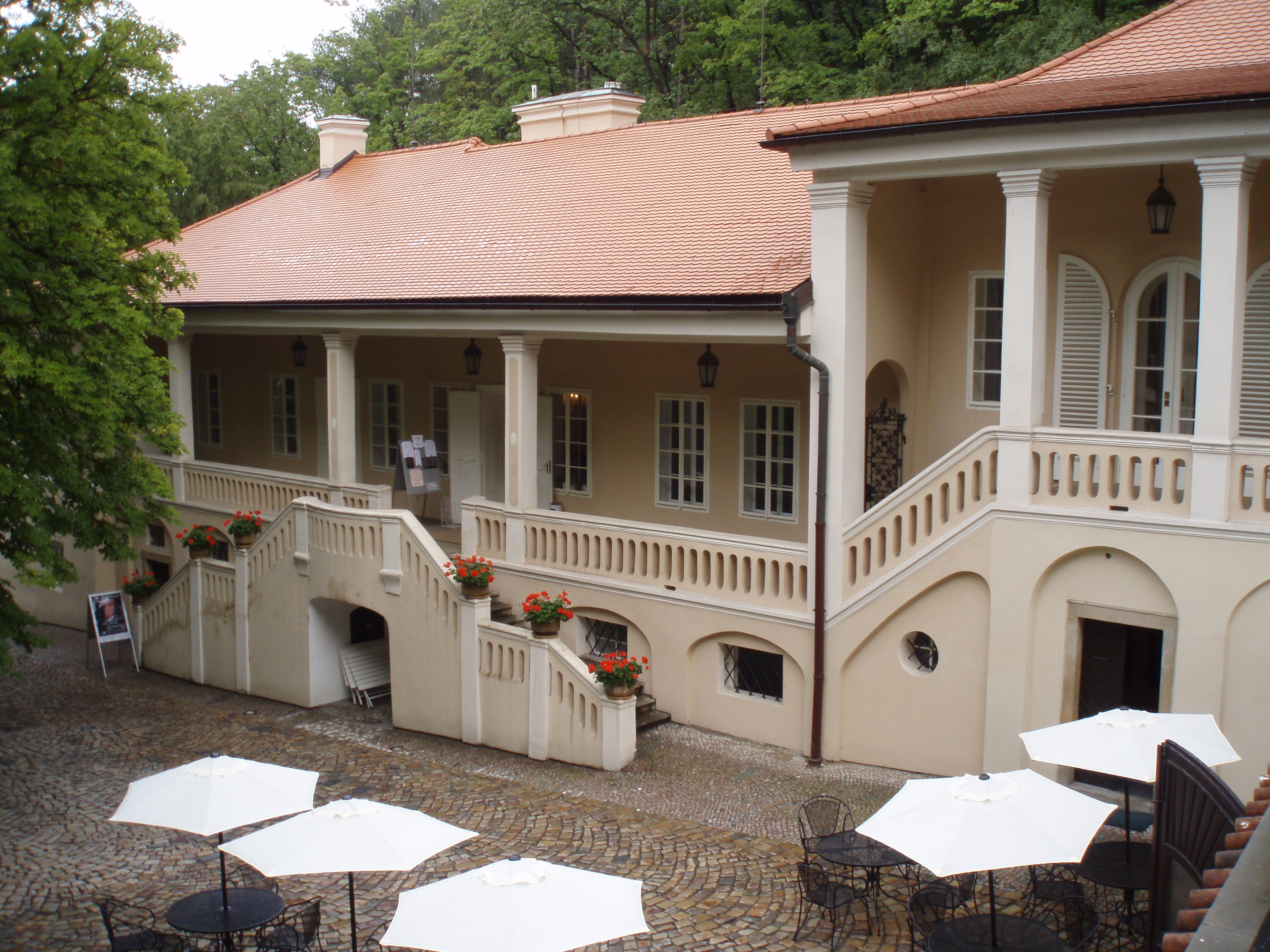
Villa Bertramka bij Praag, woning van Dušek, waar Mozart zijn Don Giovanni voltooide voor de Praagse opvoering

Veel opera's van Mozart zijn op grond van de autograaf te dateren. De datering en de plaats van componeren in het onderstaand overzicht (met een rangschikking naar genre volgens Köchel-6 kan als vaststaand worden beschouwd (de autograaf geeft veelal alleen de datum). Bij werken waarvan de autograaf geen datum of plaats geeft berust de datering op vermoedens of bewijzen op grond van handschrift en papiersoort. Datering in Mozarts eigen catalogus is in de meeste gevallen een datum waarop het werk werd voltooid.
Het onderstaand overzicht geeft al de muziekdramatische werken die als van de hand van Mozart worden beschouwd. Drama betekent hier bestemd voor uitvoering op toneel door solisten die een bepaald karakter uitbeelden binnen een theaterregie. Daarom is ook Die Schuldigkeit des ersten Gebotes opgenomen, hoewel dit ook wordt geclassificeerd als oratorium. Het werk heeft echter weer wel aanwijzingen voor een scenische enscenering, dus opname bij de muziekdramatische werken is daarmee te rechtvaardigen.
De lijst staat in chronologische volgorde, waarbij er onzekerheid is of La finta semplice eerder was gecomponeerd dan Bastien und Bastienne. Thamos is in twee delen geschreven: het vroegste deel in 1774 en de voltooiing tussen 1779 en 1780, het jaar waaronder het werk is opgenomen. Die Zauberflöte en La Clemenza di Tito werden gelijktijdig geschreven; Die Zauberflöte werd eerder gestart, terzijde gelegd voor La Clemenza di Tito, dat ook eerder werd uitgevoerd, maar wel een hoger Köchelnummer kreeg.
| Titel                               | KV  | Voltooid   | Opmerking |
| ----------------------------------- | --- | ---------- | --- |
| Die Schuldigkeit des ersten Gebotes | 35  | 1767       | Alleen het eerste deel is van Mozart. De andere delen zijn van Michael Haydn en Anton Cajetan Adlgasser.                    |
| Apollo et Hyacinthus                | 38  | 1767       | Tekst van Rufinus Widl |
| Bastien und Bastienne               | 50  | 1768       | De tekst is een parodie op Le devin du village van Jean-Jacques Rousseau.                                                   |
| La finta semplice                   | 51  | 1768       | Tekst van Marco Coltellini                                                                                                  |
| Mitridate                           | 87  | 1770       | Tekst van V.A. Cigna-Santi (gebaseerd op Jean Racine)                                                                       |
| Ascanio in Alba                     | 111 | 1771       | Deze opera is geschreven voor het huwelijk van aartshertog Ferdinand van Oostenrijk met prinses Maria Ricciarda van Modena. |
| La Betulia Liberata                 | 118 | 1771       | Oratorium, met tekst van Pietro Metastasio                                                                                  |
| Il sogno di Scipione                | 126 | 1772       | Tekst van Pietro Metastasio                                                                                                 |
| Lucio Silla                         | 135 | 1772       | Tekst van Giovanni da Camera (bewerkt door Pietro Metastasio)                                                               |
| Thamos, König in Ägypten            | 345 | 1773, 1775 | Koren en tussenspelen bij het toneelstuk van Tobias Ph. von Gebler                                                          |
| La finta giardiniera                | 196 | 1774       | Tekst waarschijnlijk van Giuseppe Petrosellini                                                                              |
| Il rè pastore                       | 208 | 1775       | Tekst van Pietro Metastasio                                                                                                 |
| Zaide                               | 344 | 1779       | Onvoltooide opera, met tekst van Johann A. Schachtner                                                                       |
| Idomeneo                            | 366 | 1780       | Tekst van Giambattista Varesco                                                                                              |
| Die Entführung aus dem Serail       | 384 | 1782       | Tekst van Christoph F. Bretzner (bewerkt door Stephanie junior)                                                             |
| L'oca del Cairo                     | 422 |            | Onvoltooide opera, met tekst van Giambattista Varesco                                                                       |
| Lo sposo deluso                     | 430 |            | Onvoltooide opera |
| Der Schauspieldirektor              | 486 | 1786       | Tekst van Stephanie junior                                                                                                  |
| Le nozze di Figaro                  | 492 | 1786       | Tekst van Lorenzo da Ponte                                                                                                  |
| Don Giovanni                        | 527 | 1787       | Tekst van Lorenzo da Ponte                                                                                                  |
| Così fan tutte                      | 588 | 1789       | Tekst van Lorenzo da Ponte                                                                                                  |
| Die Zauberflöte                     | 620 | 1791       | Tekst van Emanuel Schikaneder                                                                                               |
| La clemenza di Tito                 | 621 | 1791       | Recitatieven zijn waarschijnlijk van Franz Xaver Süssmayr. Tekst van Pietro Metastasio (bewerkt door Caterino Mazzola).     |